# Char D1
Der Char D1 war ein französischer Panzer, der in der Zwischenkriegszeit entwickelt wurde, um den inzwischen veralteten Panzer Renault FT zu ersetzen.

## Hintergrund
Nach dem Ersten Weltkrieg hatte die französische Armee einen sehr großen Bestand an Infanteriepanzern vom Typ Renault FT. Diese „rollenden Maschinengewehre auf Ketten“ wurden in viele Länder exportiert, 2.800 verblieben aber in französischen Beständen. Im Vereinigten Königreich waren in Folge des Kriegsendes eine Vielzahl an Panzerverbänden aufgelöst und die Fahrzeugbestände, hauptsächlich durch Verschrotten, reduziert worden. Frankreich sah ein solches Vorgehen als riskant an und behielt das Gros seiner Panzerverbände deshalb in aktivem Dienst oder allenfalls in Reserve. Damit hatte Frankreich zu Beginn der 1920er die größte und stärkste Panzertruppe der Welt. Dieses Erbe des Ersten Weltkrieges gab eine trügerische Sicherheit und führte zu einer ablehnenden Haltung bezüglich neuer Investitionen in die Entwicklung neuer Typen. Als General Jean Estienne 1922 ein Konzept für die langfristige Entwicklung von Infanteriepanzern vorstellte, wurde hierfür kein Budget bereitgestellt.

## Entwicklung
Die Entwicklung hin zum letztlich für die französische Armee produzierten Typen Char D1 verlief über einige Zwischenschritte (Fahrzeugmodelle) die teils an das Ausland verkauft wurden, aber nie in relevanter Zahl in Frankreich eingeführt wurden.

## FT Kégresse
Die Renault FT waren, obwohl sie im Stellungskrieg des Weltkrieges ihren Wert bewiesen hatten, nicht auf die rasante technische Entwicklungen der Nachkriegszeit vorbereitet. Das allergrößte Problem war ihre geringe Marschgeschwindigkeit, welche für jede Verlegung spezielle Panzertransporter erforderlich machte, und sie waren dadurch in keiner Weise für die Patrouillen in den französischen Kolonien geeignet.
Man entschied sich dafür, eine Kleinserie von Fahrzeugen mit einem leistungsfähigeren Laufwerk zu bauen. Das Laufwerk der Kégresse-Halbkettenfahrzeuge hatte sich auf Expeditionen als sehr effizient erwiesen. Hierbei waren anstelle der Metallketten Gummibänder mit Stahlverstärkung im Einsatz, was bei den zivilen Halbketten der Expeditionen den spezifischen Bodendruck verringerte und gleichzeitig höhere Geschwindigkeiten ermöglichte. Diese Laufwerke wurden an eine Serie von 42 Renault FT montiert. Als es 1926 zu Aufständen in Marokko kam, wurden die neuen Fahrzeuge gegen die rebellierenden Berber eingesetzt. Die bauartbedingte Höchstgeschwindigkeit des Entwurfs lag bei 17 km/h, doch neigte diese Konstruktion dazu, dass die Gummikette bei Höchstgeschwindigkeit regelmäßig riss und dabei katastrophale Schäden am Fahrzeug verursachte. Man erkannte, dass dieses Konzept nicht weiterzuentwickeln war und verkaufte die verbliebenen Fahrzeuge.
Neun wurden an Jugoslawien abgegeben und fünf gingen nach Polen.

## Renault NC
Renault schaffte es 1923 trotz aller widriger Umstände einen Auftrag über die Entwicklung zweier verschiedener neuer Prototypen zu erhalten, welche die Bezeichnung Renault NC erhielten.

### Renault NC 1
Der NC 1 hatte ein neues Laufwerk mit zwölf Laufrollen auf jeder Seite und drei große Rollenwagen. Die neue Konstruktion erlaubte eine Spitzengeschwindigkeit von 18,5 km/h.
Dem Entwurf war ein gewisser kommerzieller Erfolg beschieden, da einige Fahrzeuge verkauft werden konnten, doch das große Ziel, einen Panzer für die französische Armee zu entwickeln, wurde nicht erreicht.

### Renault NC 2

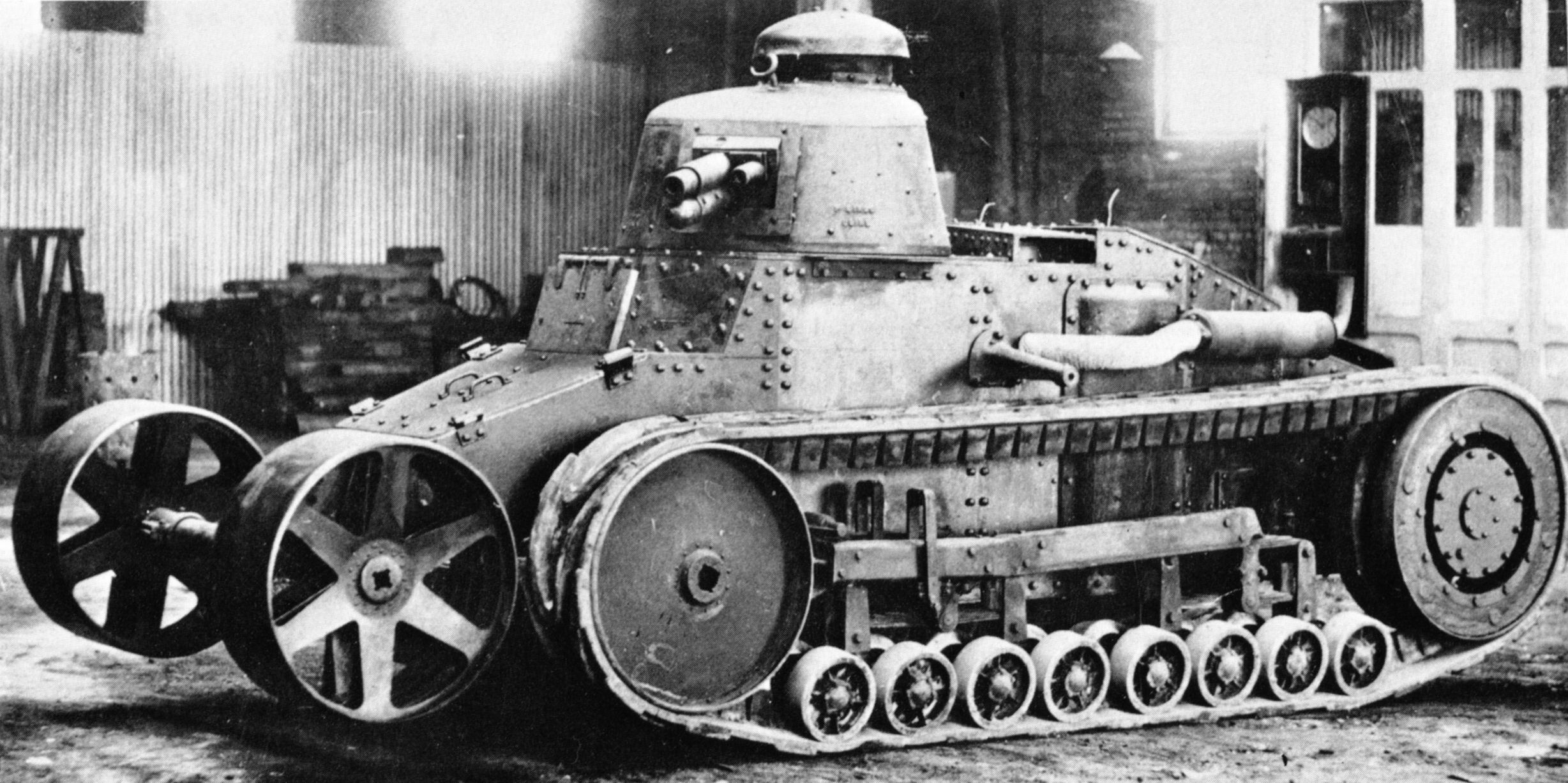
Renault NC2

Der zweite Prototyp wurde im Dezember 1925 fertiggestellt und basierte auf einem modifizierten Laufwerkmodell von Kégresse und einem 62-PS-Motor. Es wurde auch unter der Bezeichnung Renault Modèle 24/25 geführt. Entsprechend dem „Plan 24“ war die Absicht von Louis Renault gewesen, einen besonders schnellen Panzer für die Kavallerie zu bauen. Doch die schlechten Erfahrungen mit den Kégresse-Laufwerken ließen dieses Konzept zu einem Ende kommen.

### Renault NC 3 / NC 31
Im Jahr 1928 schaffte es Louis Renault, dass sein NC 1 als Ausgangspunkt für die weitere Entwicklung eines leichten Infanteriepanzers durch die Armeeführung akzeptiert wurde. Man erteilte ihm einen weiteren Entwicklungsauftrag. Bei Renault lief die Entwicklung unter der Typenbezeichnung NC 28, für die Armee war es der Char D.
Von den zwei Prototypen war der erste mit dem Zwillings-Maschinengewehrturm des Char-de-Bataille-Prototypen SR A versehen. Weiterhin wurde ein neues Fahrwerk erprobt, welches mit der von Colonel Balland entwickelten Chenille légère (Leichtkette) versehen war und besonders auf höhere Geschwindigkeit ausgelegt war. Da es eine Weiterentwicklung des NC 1 war, wurde nochmal die Bezeichnung NC 2 für dieses Projektfahrzeug verwendet, was heutzutage häufig Verwechslungen mit dem Fahrzeug von 1925 gleichen Namens verursacht.
Die französische Armee allerdings entschied sich im März 1929 für den zweiten Prototyp, den Renault NC 3. Der Panzer hatte eine Kanonenbewaffnung und im Dezember wurde eine 0-Serie von 10 Fahrzeugen bestellt. Intern wurde bei Renault eine neue Bezeichnung vergeben, Typ NC 31, dem Jahr, in dem die Fahrzeuge ausgeliefert werden sollten.
In diesem Projekt baute Renault ausschließlich die Fahrzeuge als solche (damaliger Preis 400.000 FF pro Fahrzeug), während die Gusstürme, wie in Frankreich üblich, von einem anderen Lieferanten kamen. Montiert wurde der Schneider Tourelle 1 (ST1), der deutlich mehr Platz bot als die alten Renault FT-Türme der vorherigen Prototypen der NC-Serie. Renault musste die Wanne dafür breiter machen und die typische zulaufende Front des Renault FT entfiel. Zwischen Mai und November 1931 wurden 10 Fahrzeuge ohne Turm ausgeliefert. Nachdem zuletzt 1921 der französischen Armee der letzte Char 2C übergeben worden war, war diese Kleinserie nach nunmehr 10 Jahren die erste Lieferung von "Serienpanzern" an die eigene Armee.

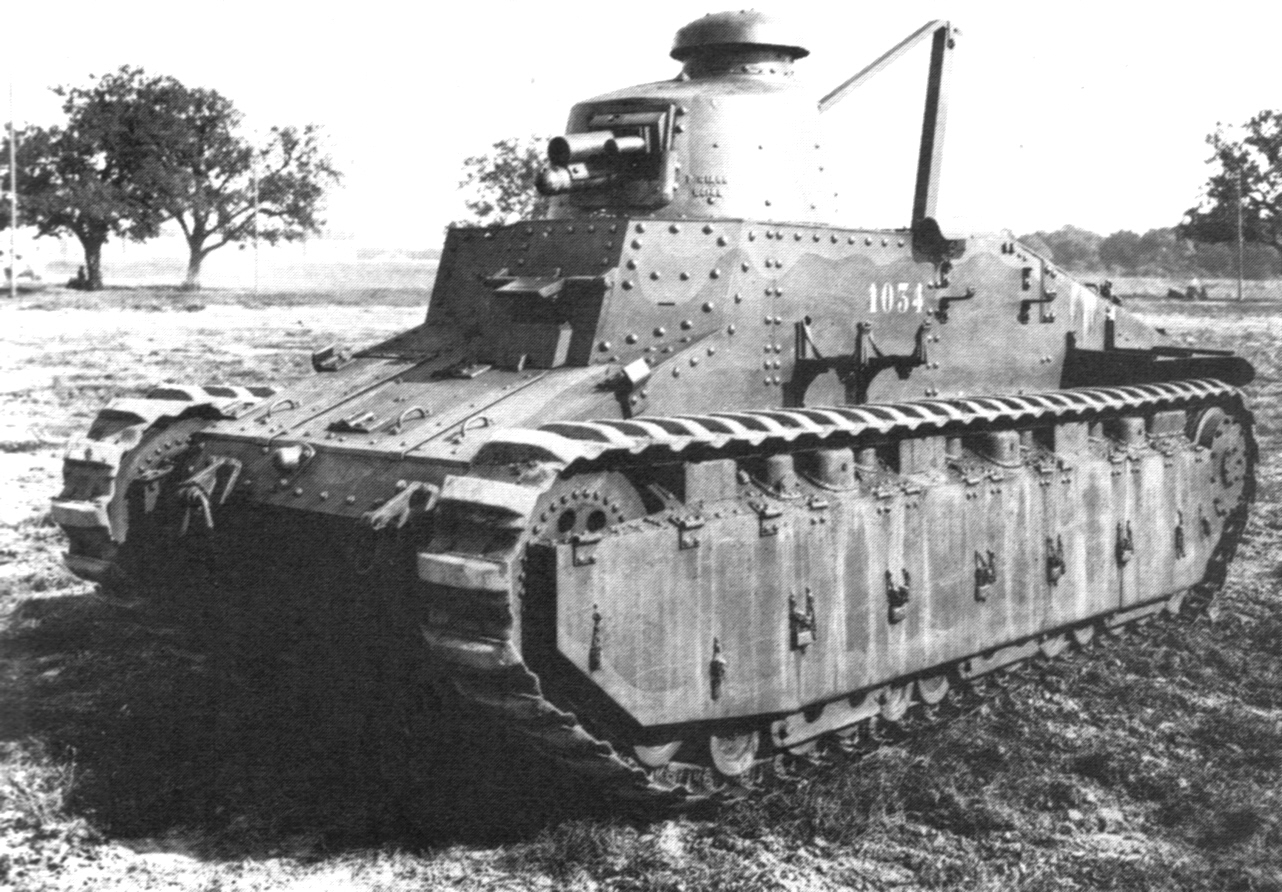
Renault NC31

Die 10 Renault NC 31 Wannen wurden beim 503e RCC (Régiment de Chars de Combat) in die Erprobung geschickt. Die Meldungen an und von der "Commission de Bourges", zuständig für die Ausrüstung der Infanterie, füllten einen Katalog mit Problemen, die während der Erprobung auftauchten. Die Steuerung funktionierte nicht besonders gut, das Fahrwerk zeigte mechanische Schwächen und die Konstruktion der Auspuffanlage führte zur Überhitzung des Motorraumes. Da der Fahrzeugtyp jedoch bereits bestellt war, wurde dieser mit der Anforderung von Nachbesserungen letztlich freigegeben.
Der bestellte Turm ST1 wurde im November 1930 ausgeliefert, die Armee weigerte sich diesen Turm zu akzeptieren. Der Gussturm wirkte zusammengepresst und war mit den verschiedenen Installationen vollgestopft und schlecht ausbalanciert. Am schlimmsten war allerdings, dass das Geschütz für jeden Ladevorgang nach oben gerichtet werden musste, da nur wenn der Verschluss nach unten in den Kampfraum zeigte, eine neue Patrone geladen werden konnte. So wurden die zwischenzeitlich montierten 10 Türme wieder von den Fahrzeugen entfernt und zurückgeschickt.

### Char léger D (D1)
Die Entscheidung für den Char D war im Herbst 1929 getroffen worden und am 23. Dezember wurde eine erste Serie von 70 Fahrzeugen bestellt. Am 12. Juli 1932 folgte eine Bestellung über weitere 30 Fahrzeuge und am 16. Dezember 1933 eine letzte Bestellung über 50 Fahrzeuge. Die Serienfahrzeuge von Renault kosteten 375.000 Französische Francs und wurden vollständig zwischen Januar 1932 und Mai 1935 ausgeliefert. Die Seriennummern waren 1.000 bis 1.010 für die 0-Serie (NC 31) und 1.011 bis 1.160 für die Hauptserie (Renault NC).
Nach den Beanstandungen durch die Kommission wurden für die Hauptserie viele Änderungen durchgeführt: Ein Differential von Cleveland, ein anderer Motor mit 74 statt 65 PS, der Auspuff wurde auf die rechte Seite verlegt und lief nicht mehr durch den Motorraum, neu montierte Stützlaufrollen für einen ruhigen Kettenlauf und abschließend wurde der Tank auf 165 Liter vergrößert, sowie ein neuer Kühler montiert.
Schon im Mai 1930 hatte man eine weitere Entwicklung des Modells verlangt. Es wurden die Typen Char D2 und Char D3 geplant. Dies machte den ursprünglichen Char D schon vor seiner Einführung im Oktober 1929 zum Char D1.

## Technische Beschreibung
Beim Char D1 kann man die Abstammung vom Renault FT immer noch an der schrägen Motorraumabdeckung und der Form der seitlichen Panzerung erkennen. Es handelt sich mit 2,16 m Höhe um ein verhältnismäßig niedriges Fahrzeug. Mit der montierten Heckstütze hatte das Fahrzeug eine Gesamtlänge von 5,76 m. Die genietete Panzerung der Wanne ist umlaufend 30 mm stark, die horizontalen Platten hatten allerdings nur eine Stärke von 10 mm. Mit dem Modell NC 31 wurde bei Renault erstmals eine seitliche Abdeckung des Laufwerks mit einer 10 mm starken Panzerplatte eingeführt. Die Wannenpanzerung dahinter dürfte wohl 16 oder 25 mm stark gewesen sein. Da entsprechende Aufzeichnungen nicht mehr vorliegen und kein Fahrzeug mehr existiert, gibt es diesbezüglich keine sichere Angabe.
Mit 11 t Gewicht war der Char D1 für einen als leichter Panzer klassifiziertes Fahrzeug seiner Zeit verhältnismäßig schwer, was auf eine starke Panzerung zurückzuführen war. Der 6,08-ltr-Vierzylinder mit 74 PS (Renault 25CV) ermöglichte eine Höchstgeschwindigkeit von 18,6 km/h, eine Reichweite von 90 km, eine Steigfähigkeit von 50 % und die Überwindung von Hindernissen mit 1,10 m Höhe. Der Char D1 konnte Gräben mit 2,2 m Breite überwinden und Gewässer bis zu 90 cm Tiefe durchfahren. All diese Parameter gaben einem Fahrzeug der frühen 1930er Jahre eine für seine Zeit vergleichsweise gute Mobilität.
Die Besatzung bestand aus drei Mann, davon zwei in der Wanne. Der Fahrer saß wie beim Renault FT vorne. Wie beim Vorgänger hatte er zwei große klappbare Panzerplatten an der Front, durch die er aussteigen konnte. In der unteren Wanne war ein starres 7,5-mm-Reibel-Maschinengewehr eingebaut, welches der Fahrer mittels eines stählernen Seilzuges abfeuern konnte. Der zweite Mann in der Wanne bediente ein Funkgerät auf der rechten Seite des Kampfraumes. Beim NC 31 war ein Émetteur-Récepteur (ER) 51 (Sender-Empfänger) eingebaut und bei den Serienfahrzeugen entweder ein ER 52 oder ein ER 53. Die Antenne für das Gerät war eine auffällige ein Dreieck bildende Konstruktion auf der hinteren rechten Fahrzeugseite, die am höchsten Punkt 2,4 m hoch war. Diese Antenne beschränkte den Drehbereich des Turms auf 345°. Der Funker half auch beim Laden des Geschützes, indem er dem Kommandanten, bzw. Schützen, der im Turm saß die Patronen aus dem Vorrat von 76 Schuss anreichte.
Da der ST-1-Turm abgelehnt worden war, musste ein neuer Turm erst entwickelt werden. Um die Fahrzeuge einsetzen zu können, wurden dem Ersatzteillager des Renault FT übergangsweise für den Char D 160 FT-Türme entnommen.
Zwei neue Türme wurden von Schneider entwickelt. Der eine, ST 3, war ein abgeänderter ST 1, bei dem die ungleiche Gewichtsverteilung angegangen wurde. Seine Panzerung war weiter nach hinten hinausgezogen und er hatte eine große rechteckige Öffnung. Die Luke auf der Rückseite der neuen Turmverlängerung, die dem Kommandanten mehr Platz gab, konnte geöffnet werden und schützte vor Kleinkaliberwaffen, ohne dass der Turm durch die Vergrößerung viel zu schwer wurde. Dieser raffinierte Lösungsansatz fand bei der Kommission keine Zustimmung. Vielmehr fand man diese ungeeignet, da hierdurch der Turm im Gefecht mit dem Gegner zu verwundbar würde. Man entschied sich doch lieber das größere Gewicht des alternativ entwickelten ST 2 in Kauf zu nehmen. Dieser war einfach im hinteren Bereich größer und hatte ein Gewicht von 3 t. Allerdings wurde mindestens eines der 0-Serien-Fahrzeuge für die Erprobung mit dem ST-3-Turm ausgestattet und später in einer Truppenschule für Panzerfahrer verwendet.
Der ST-2-Turm hatte eine sehr eigene Geometrie, welche an einigen Stellen zum Kugelfang geriet. Dies lag zum Teil an den großen Diascopen (für die Beobachtung) an den Turmseiten, doch eigentlich daran, dass der Kommandant in drei unterschiedlichen Körperhaltungen beziehungsweise Arbeitsebenen handeln musste. Gestreckt beobachtete er das Umfeld in der Kuppel, stehend beobachtete er die Fahrrichtung des Fahrzeugs und gebeugt den Zielbereich vor der Turmfront, wenn er die 47-mm-Panzerkanone SA34 rechts von ihm, oder das koaxiale 7,5-cm-Maschinengewehr einsetzte. In dieser unteren Arbeitsebene wurde das Maschinengewehr mehr nach vorne gesetzt und die Hauptwaffe mehr nach hinten, wodurch die Balance des Turmes besser wurde. Diese komplizierte Aufteilung fand bei der Armeeführung wenig gefallen, doch da die Lieferung der Türme bereits massiv verspätet war, gab man den ST 2 zur Fertigung frei. Die ersten dieser neuen Türme wurden erst Anfang 1936 montiert.
Der ST 2 mit seinen 1788 kg führte zu einem Gesamtgewicht von 14 t. Durch die Stückkosten von 100.000 FF lag der Gesamtpreis eines Char D1 bei 475.000 FF. Damit war das Renault Fahrzeug weder besonders leicht noch besonders günstig, was Wettbewerbern von Renault eine Chance eröffnete. Doch auch Renault reagiert auf die Situation und es entstanden schon bald neue Typen, der Hotchkiss H-35, der Renault R-35 und der FCM 36. Doch in den Kontext der Panzerentwicklungen jener Zeit eingebunden hatte man zu Beginn der Entwicklung darauf spekuliert, etwas zu entwickeln, das günstiger sein würde als der projektierte Char B, was dazu führte, dass man sich nicht auf die Entwicklung eines wirklichen leichten Panzers konzentrierte und schließlich zwang die politische Entwicklung der frühen 1930er Jahre den Char D1 vollständig in die Rolle eines Char de Bataille (Kampfpanzers).

## Einsatz
Als sich in den 1930er Jahren die bisherige Betrachtung der Panzerwaffe in Frankreich weiterentwickelte, war der Char D1 das modernste Fahrzeug, welches verfügbar war.

### Char de Bataille
Im Jahr 1932 war klar, dass der Char D1 nicht nur als reiner Infanteriepanzer zum Einsatz kommen würde. Er wurde mit seiner Bewaffnung und der Funkausrüstung zum „Char de Bataille“ (Kampfpanzer), der insbesondere gegnerische Kampffahrzeuge bekämpfen sollte. Die Fahrzeuge der 0-Serie (NC 31) wurden an die Truppenschulen für die Fahrerausbildung übergeben und die neuen Fahrzeuge wurden auf das 507e, 508e und 510e RCC verteilt. Der wachsenden Gefahr eines neuen Krieges, anfänglich durch die sowjetische Aufrüstung und dann durch die Wiederbewaffnung Deutschlands, sollte auch dadurch begegnet werden, dass mit moderner Ausrüstung den anderen Nationen verdeutlicht wurde, dass man durchaus mit der Stärke Frankreichs rechnen musste. Doch die neu ausgerüsteten Regimenter waren überaus enttäuscht. Neben der Tatsache, dass in den ersten vier Jahren noch die veralteten Renault FT-Türme auf den Fahrzeugen verwendet wurden, war der Char D1 technisch überaus unzuverlässig. Schon im März 1934, als 110 Fahrzeuge ausgeliefert waren, mussten von diesen 17 Fahrzeuge zur Generalinstandsetzung zurück ins Werk. Von den restlichen 93 Fahrzeugen waren 62 nicht einsetzbar, da größere Schäden zu beheben waren. Festgebrannte Bremsen und Getrieben waren häufig, die Panzerung verzog sich, da die Wanne in sich nicht steif genug war, wodurch Nieten aufplatzten.
Die grundsätzlichen Probleme lagen darin, dass man bei Renault die Lösung der Forderung nach geringen Kosten und geringem Gewicht durch die Verwendung geringerwertigen Stahls nachkam. Auch andere Renault-Fahrzeuge wie der AMR 33, AMC 35 und der Char D2 litten unter dem gleichen Problem. Letztlich wurde im Jahr 1935 ein großes Instandsetzungsprogramm begonnen, um die technische Zuverlässigkeit des Char D1 zu verbessern. Doch als im März 1936 plötzlich die Eliteverbände der französischen Armee im Eiltempo an die deutsche Grenze verlegt wurden, zeigte sich, wie schlecht es um die Gefechtsbereitschaft des Panzers stand. Die Turmoptiken des neuen ST-2-Turmes gingen bereits durch normale Fahrten kaputt, es gab keinerlei panzerbrechende Munition für die Fahrzeuge (abgesehen von 20 Fahrzeugen, welche das Marinegeschütz erhalten hatten, da die Panzerkanone SA34 nicht in ausreichender Menge produziert worden war) und die Halterungen für die Munition der Hauptwaffe waren nicht für die neuen, größeren Patronen geändert worden. Die SA34 hatte keine ausreichende Durchschlagskraft, doch der Turm war zu klein für die stärke 47-mm-Panzerkanone SA35. Eine Gesamtbetrachtung der verschiedenen Punkte führte bei der Armeeführung zur Erkenntnis, dass es nur einen Weg gab, man musste diesen Problempanzer baldmöglichst loswerden. Auch wenn einige Veränderungen Probleme lösten, so wurde die Antenne so verändert, dass eine vollständige Turmdrehung möglich wurde, wurden Anfang 1937, als neue Panzertypen verfügbar waren, alle Char D1 der in Frankreich stationierten Verbände aus dem Truppendienst genommen. Nur die NC 31 verblieben in den Schulen.

### Im "Exil"
Dem Char D1 widerfuhr das Schicksal aller Waffen, welche nicht mehr im Mutterland benötigt wurden, und die doch zu wertvoll waren, um verschrottet zu werden. Sie wurden an die Kolonialtruppen abgegeben. Im Jahr 1937 gingen die Fahrzeuge geschlossen nach Nordafrika und wurden zur Neuaufstellung von vier Bataillonen verwendet: dem 61e, 65e und 67e B.C.C. Angesichts der italienischen Aggressionen in Nordafrika sollten diese dazu dienen, eine Invasion in Tunesien zu verhindern.
Jedes Bataillon erhielt 45 Panzer und ein weiterer Panzer wurde als Funkpanzer ausgerüstet. Dadurch blieben 14 Char D1 für die Reserve. Anzumerken ist, dass trotz der Unzuverlässigkeit der Fahrzeuge eine Kavallerieeinheit, die 5e Chasseurs, die Erlaubnis erhielt, zwölf Panzer zu nutzen, ohne dass hierfür eine ordnungsgemäße, schriftliche Genehmigung erteilt wurde.

### Zurück in Frankreich
Im Mai 1940, als die Katastrophe der französischen Armee absehbar wurde, da die deutsche Operation Fall Gelb erfolgreich war, wurde entschieden, Verbände aus Nordafrika nach Frankreich zu holen. Natürlich war die Einsatzbereitschaft der Char D1 in der Zwischenzeit nicht besser geworden und aus den drei Panzerbataillonen konnten gerade einmal 43 Panzer im 67e B.C.C. zusammengezogen werden. Das Bataillon wurde als erste Einheit nach Frankreich eingeschifft und erreichte, da zu diesem Zeitpunkt Italien Frankreich noch nicht den Krieg erklärt hatte, sicher Anfang Juni 1940 das französische Festland.
Als am 9. Juni die deutschen Angriffsoperationen des Fall Rot begannen und am 11. Juni die deutschen Panzerdivisionen einen Durchbruch erzwangen, wurde das 67e B.C.C. am 12. Juni zur Verstärkung der 6e Kolonial-Infanterie Division geschickt. Um die Stadt Souain wurde eine Abwehrstellung zur Deckung des Rückzugs bezogen, die den Vorstoß der deutschen 8. Panzer-Division stoppen sollte. Die 3. Kompanie / 67e B.C.C. wehrte den ersten Angriff ab und zerstörte vier deutsche Panzer. Der französischen Panzerdoktrin folgend wurde im Anschluss ein Panzervorstoß aus der Flanke auf die deutsche Angriffsspitze durchgeführt, mit dem der „Schockeffekt“ eines gepanzerten Gegenangriffs am erfolgreichsten sein sollte. Doch die seitliche Bewegung der Panzer machte diese zum verwundbaren Ziel der deutschen Panzerabwehr und die 3,7-cm-Panzerabwehrkanonen erwischten sieben französische Char D1 in dieser Bewegung, ohne dass die französischen Panzer irgendeinen Erfolg erzielten. Weitere deutsche Vorstöße konnten abgewehrt werden und es wurden weitere deutsche Panzer abgeschossen.
Die 2. Kompanie / 67e B.C.C. wurde bei Suippes, 40 km nordöstlich von Chalon-sur-Marne, von der deutschen 1. Panzer-Division angegriffen. Die 6e Kolonial-Infanterie befahl für die Nacht eine Rückzugsbewegung nach Süden. Diese kostete das 67e B.C.C. die meisten seiner Panzer. Die 3./ 67e B.C.C. geriet in Hinterhalte und die verbliebenen Char D1 wurden in einzelnen Orten zurückgelassen, um die dortige Abwehr zu verstärken. Die Einheit verfügte am 14. Juni nur noch über 4 Panzer, davon wurde einer durch einen Luftangriff zerstört und die restlichen von ihren Besatzungen unbrauchbar gemacht.
In der Nachbetrachtung der Schlacht um Frankreich wurden von den 43 Char D1 25 zerstört und 18 wurden von den vorstoßenden deutschen Truppen erbeutet.

### Vichy-Frankreich / Nordafrika
Im Rahmen der Waffenstillstandsbedingungen war es Frankreich grundsätzlich erlaubt, die verbliebenen Char D1 (106 Fahrzeuge) in Nordafrika zu behalten. Doch verbot eine Klausel reine Panzerverbände, also auch die B.C.C., so dass 62 Panzer auf die 2e und 4e Chasseurs d'Afrique (Afrikanische Schützenregimenter), einmal wurden 40 und einmal 20 zugeteilt und 2 für das Fahrertraining verwendet, verteilt wurden. Ein Problem ergab sich beim 5e Chasseurs d'Afrique, welches ebenfalls offiziell nur 20 Fahrzeuge hatte und de facto über 40 Fahrzeuge verfügte. Als die italienischen Waffenstillstands-Kontrolleure die Einheit inspizierten, wurden die überzähligen Fahrzeuge erfolgreich hinter einem Stall für kranke Pferde versteckt.
Als die US-amerikanischen Truppen im Rahmen der Operation Torch in Nordafrika 1942 auf französischem Boden landeten, kämpften die 2e Chasseurs d'Afrique bei Oran gegen das 1st US Armored Regiment (1st Armored Division) und die Panzerjäger-Halbketten M3 GMC (Gun Motor Carriage) des 601st Tank Destroyer Bataillon. In diesen Gefechten gingen insgesamt 14 der Char D1 verloren, doch nur ein M3 Light Tank Stuart und ein M3 GMC wurden zerstört.
Am 10. November 1942 schlossen sich die französischen Truppen in Nordafrika den Alliierten an. Die noch vorhandenen Char D1 wurden in der Brigade Légère Mécanique zusammengefasst und diese kämpfte bei der Schlacht um den Kasserine-Pass. Im Rahmen dieser Kämpfe zerstörte ein Char D1 einen Panzerkampfwagen IV, was für die schwache Bewaffnung mit einer 47-mm-Kanone SA34 eine erwähnenswerte Leistung darstellte. Die Bilder der Char D1 dieser Zeit zeigen, dass man inzwischen den Antennenrahmen entfernt hatte und eine normale Stabantenne nutzte. Im März 1943 wurden alle 17 noch vorhandenen Char D1 durch britische Valentine ersetzt.
Kein Char D1 blieb erhalten. Sein nächster „Verwandter“ ist der noch in Schweden existierende und ausgestellte „NC 27“.

## Varianten

### Char Observatoire
Um Verbindung zwischen der Artillerie und den Panzertruppen zu schaffen, waren schon vor dem Zweiten Weltkrieg Funkverbindungen unverzichtbar. Im „Plan 1934“ war bereits die Fertigung spezieller Panzerfahrzeuge vorgesehen. Der Char Observatoire war nicht, wie der Name vermuten lässt, das eigentliche Beobachtungsfahrzeug der Artillerie. Vielmehr sollte er die Informationen der Beobachtungspanzer vom Typ Renault YS an die Artillerie übermitteln. Anfang 1937 hatte nur das 507e R.C.C. unter der Führung von Charles de Gaulle einen solchen Char D1. Das Fahrzeug mit der Seriennummer 1.016 war entsprechend umgebaut worden. Der Turm wurde entfernt und mit einem achteckigen Aufbau ersetzt, wodurch Raum für ein ER-51-Langstreckenfunkgerät geschaffen wurde. Es handelte sich um ein einzelnes Versuchsfahrzeug.
In den Nachkriegsjahren hielt man das auf einigen Fotos zu sehende Fahrzeug für einen Befehlspanzer und bezeichnete es als Char Colonel.

### Panzerkampfwagen D 1-732 (f)
Während die meisten französischen Panzertypen eine weitere Verwendung bei der Wehrmacht fanden, gibt es keine Belege für eine offizielle Nutzung der erbeuteten Char D1.